# Metallo e carne
Metallo e carne è il quarto album in studio del rapper italiano Mostro, pubblicato il 2 maggio 2025 da Sony Music.

## Descrizione
L'album è stato anticipato da due singoli: "Questo buio", pubblicato l'11 aprile 2025, e "Acque profonde", pubblicato il 29 aprile dello stesso anno. Il disco non contiene collaborazioni vocali, ma le produzioni sono curate interamente da Yoshimitsu e Nick Sick, ad eccezione del brano "Un nodo in gola", prodotto da Mixer T.

## Tracce
1. Fegato – 2:59
2. Prime – 2:51
3. Acque profonde – 2:56
4. Questo buio – 2:49
5. La distanza che ci divide – 3:05
6. Falene – 2:39
7. Ballo da solo – 2:43
8. Alien – 2:21
9. Nodo in gola – 2:56
10. Elisabetta Canalis – 2:41
11. Mai(x3) – 2:36
12. Straordinari – 2:48
13. Icaro – 3:13

## Formazione

### Produzione
- Yoshimitsu – produzione
- Nick Sick – produzione
- Mixer T – produzione (traccia: "Un nodo in gola")